# Agir
Pour les articles homonymes, voir Agir (homonymie).
Agir — officiellement « Agir, la droite constructive » — est un parti politique français, de centre droit et de droite, créé le 26 novembre 2017, notamment à la suite de l'exclusion du parti Les Républicains de certains députés membres du groupe Les Constructifs à l'Assemblée nationale.
Regroupant des élus de droite et de centre droit soutenant la majorité présidentielle d'Emmanuel Macron, Agir a été intégré dans Renaissance le 17 septembre 2022 en tant que parti associé.

## Fondation
La création du parti est annoncée le 26 novembre 2017 par la publication d'une tribune dans Le Figaro :

« À l'appel de tous ceux qui se reconnaissent dans notre démarche et sont attachés aux valeurs de la droite et du centre qui ont présidé à la fondation de l'UMP par Jacques Chirac, Alain Juppé, Jean-Pierre Raffarin et Nicolas Sarkozy, nous fondons aujourd'hui un nouveau parti : Agir, la droite constructive. »

 Le même jour, un site internet et des comptes sur les réseaux sociaux sont publiés.
Le parti autorise la double appartenance à une autre formation politique.
Le 5 décembre 2017, la première réunion du parti a lieu, et une direction collégiale de vingt membres est nommée.
Le congrès fondateur du parti s'est tenu en septembre 2018.
En vue des élections européennes 2019, le parti hésite d'abord entre une alliance avec La République en marche, telle que le parti présidentiel la souhaite dans le cadre d'une vaste liste centrale pro-européenne, et une liste indépendante alliée avec le Mouvement radical et l'UDI.
Le choix final, après consultation des cadres locaux du parti, sera de participer à la liste Renaissance, en partenariat avec LREM, le Modem et le Mouvement radical.

## Historique

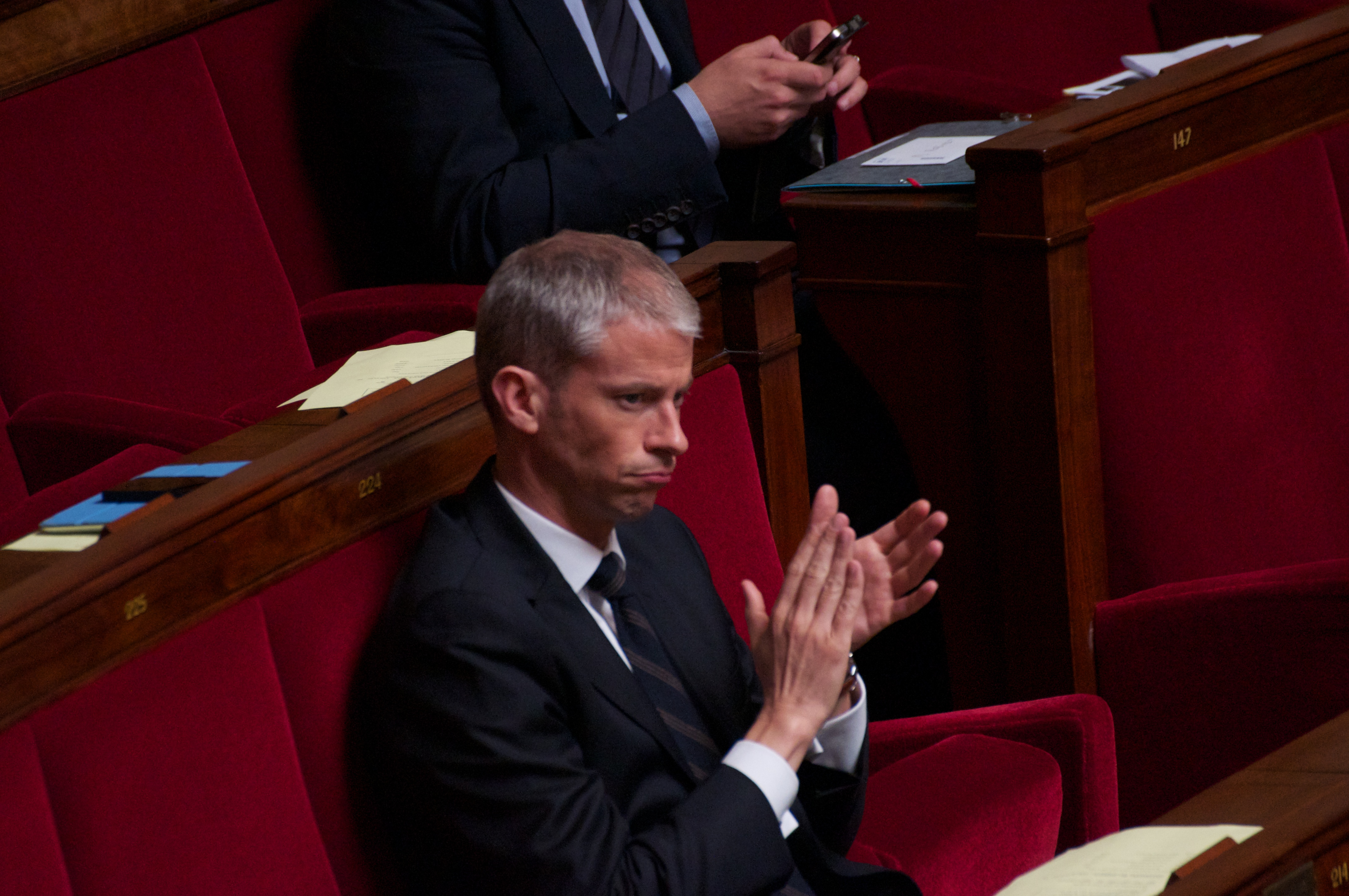
Franck Riester lors du vote solennel à l'Assemblée nationale de la loi ouvrant le mariage entre personnes de même sexe, le 23 avril 2013.

Pendant plusieurs semaines avant la création d'Agir, des députés Les Républicains qui veulent soutenir la politique du parti présidentiel LREM mais sans rejoindre ce parti, discutent de leur situation. Ils voient d'un mauvais œil la probable élection de Laurent Wauquiez à la tête de leur parti, estimant que ce dernier ne peut incarner une réunion de la droite et du centre, et ils déclarent : « Nous refusons de voir la droite s'enfermer dans une ligne identitaire, autoritaire, eurosceptique et ultra-conservatrice. Cette stratégie exacerbe les tensions de la société française et conduit à l'échec, ». Le 7 septembre 2017, Franck Riester annonce, lors du séminaire parlementaire du groupe, la « décision de structurer la fédération d'une nouvelle union de la droite et du centre » composée de partis politiques « dont l'UDI, mais ce sera plus qu'une simple alliance ».
Sur l'initiative de Mehdi El Mir, fondateur d'une agence de communication publique digitale, ancien militant LR et Dominique Larsonneur-Morel, conseillère départementale LR de la Manche, plusieurs comités locaux Les Constructifs, soutenant la démarche initiale des membres du groupe parlementaire, se constituent durant l'été 2017,,,,,.

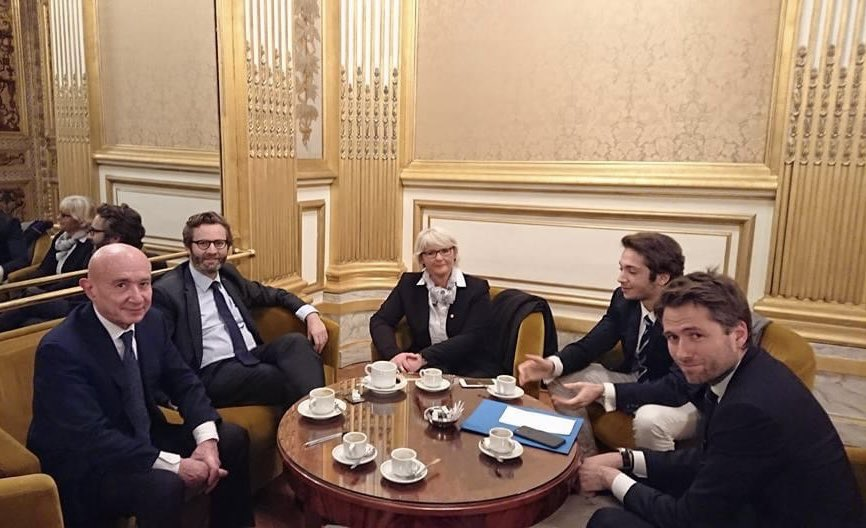
Claude Malhuret, Emmanuel Capus, Xavier Fournier, Mehdi El Mir et Dominique Larsonneur-Morel échangeant au Sénat sur la construction du futur parti Agir.

Le 1er octobre 2017, Jean-Christophe Lagarde, président de l'UDI, exprime sa volonté de « fédérer » son parti avec des membres de LR « qui ne partagent pas [sa] dérive droitière » et se dit « prêt à travailler avec des gens comme Valérie Pécresse, Xavier Bertrand ou Christian Estrosi pour bâtir une force politique cohérente et constructive ».
Le 26 mai 2020, un groupe Agir ensemble est créé à l'Assemblée nationale. Il compte dix-sept députés, dont les neuf membres d'Agir.
Le 9 octobre 2021, Édouard Philippe annonce la création de son parti politique, Horizons, et des pourparlers ont lieu pour y fusionner Agir. Franck Riester refuse ce projet le 14 janvier 2022, mais beaucoup de membres du parti, comme le président du groupe LIRT, Claude Malhuret, la majorité des sénateurs et huit députes, par exemple Pierre-Yves Bournazel et Agnès Firmin-Le Bodo, quittent le parti et rejoignent Horizons.
Le 17 septembre 2022, La République en marche fusionne avec Agir et Territoires de progrès — qui deviennent partis associés — pour devenir Renaissance. Emmanuel Macron en devient le Président d'honneur et Stéphane Séjourné est élu secrétaire général de Renaissance à la suite du vote des adhérents au congrès de 2022.
Aux éléctions legislatives de 2022, Agir élit six députes au sein de Renaissance, qui rejoignent le groupe Renaissance.

## Membres
En mars 2018, Agir revendique quatre mille adhérents,.

### Fondateurs
Les membres fondateurs du parti sont : les députés Olivier Becht, Pierre-Yves Bournazel, Paul Christophe, Laure de La Raudière, Agnès Firmin-Le Bodo, Antoine Herth, Vincent Ledoux, Lise Magnier et Franck Riester ; les sénateurs Jérôme Bignon, Emmanuel Capus, Robert del Picchia, Fabienne Keller, Claude Malhuret et Colette Mélot ; le maire de Vesoul Alain Chrétien, celui de Melun Louis Vogel ; l'ancien ministre Frédéric Lefebvre et la députée européenne Tokia Saïfi.

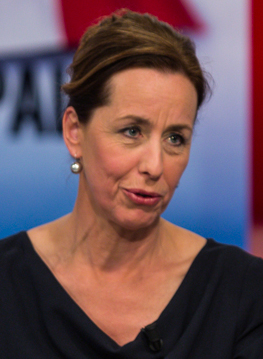
Fabienne Keller, sénatrice et ancienne maire de Strasbourg, ancienne membre de l'équipe de campagne d'Alain Juppé
Pierre-Yves Bournazel député et conseiller de Paris
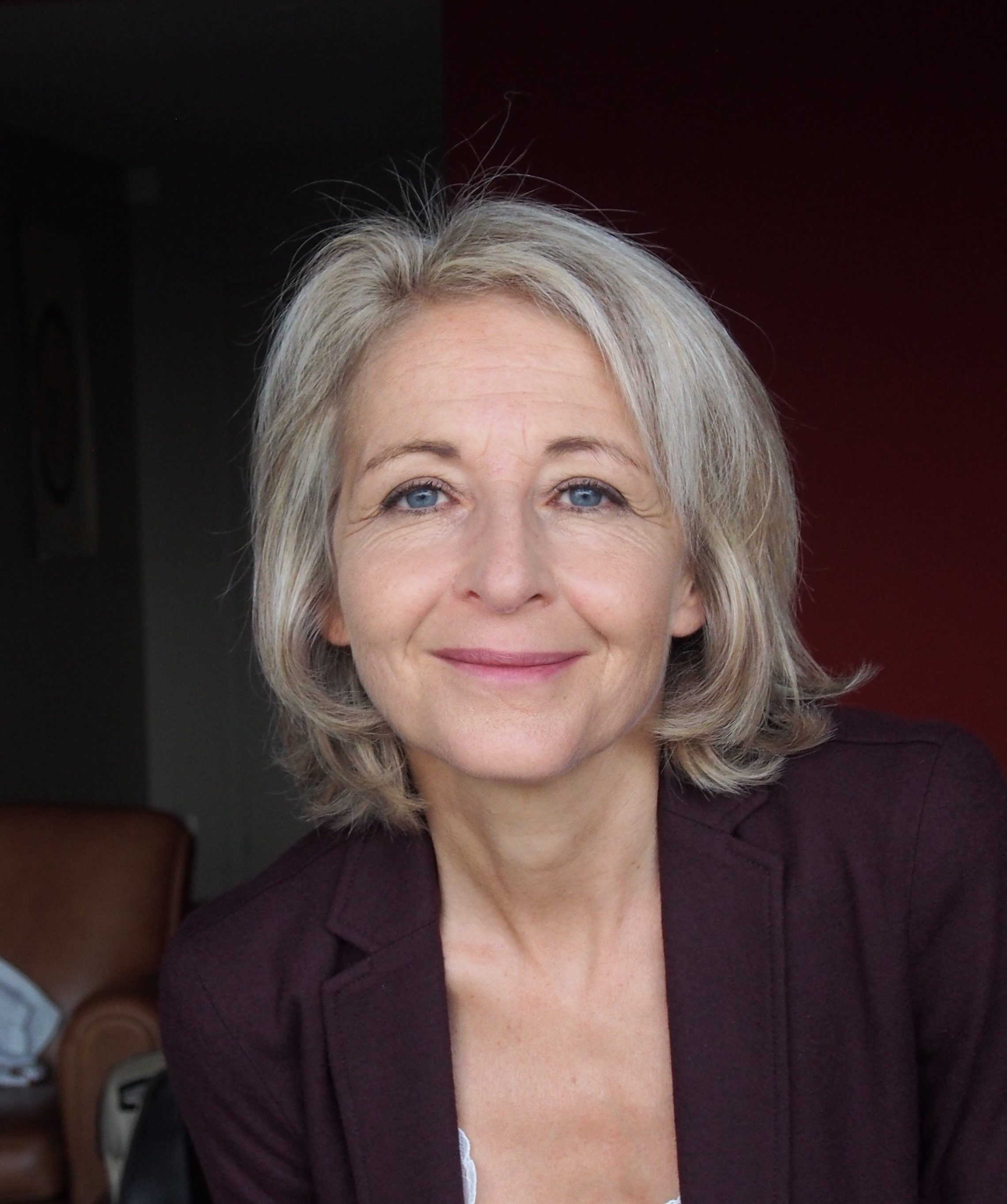
Laure de La Raudière, députée et ancienne porte-parole de Bruno Le Maire
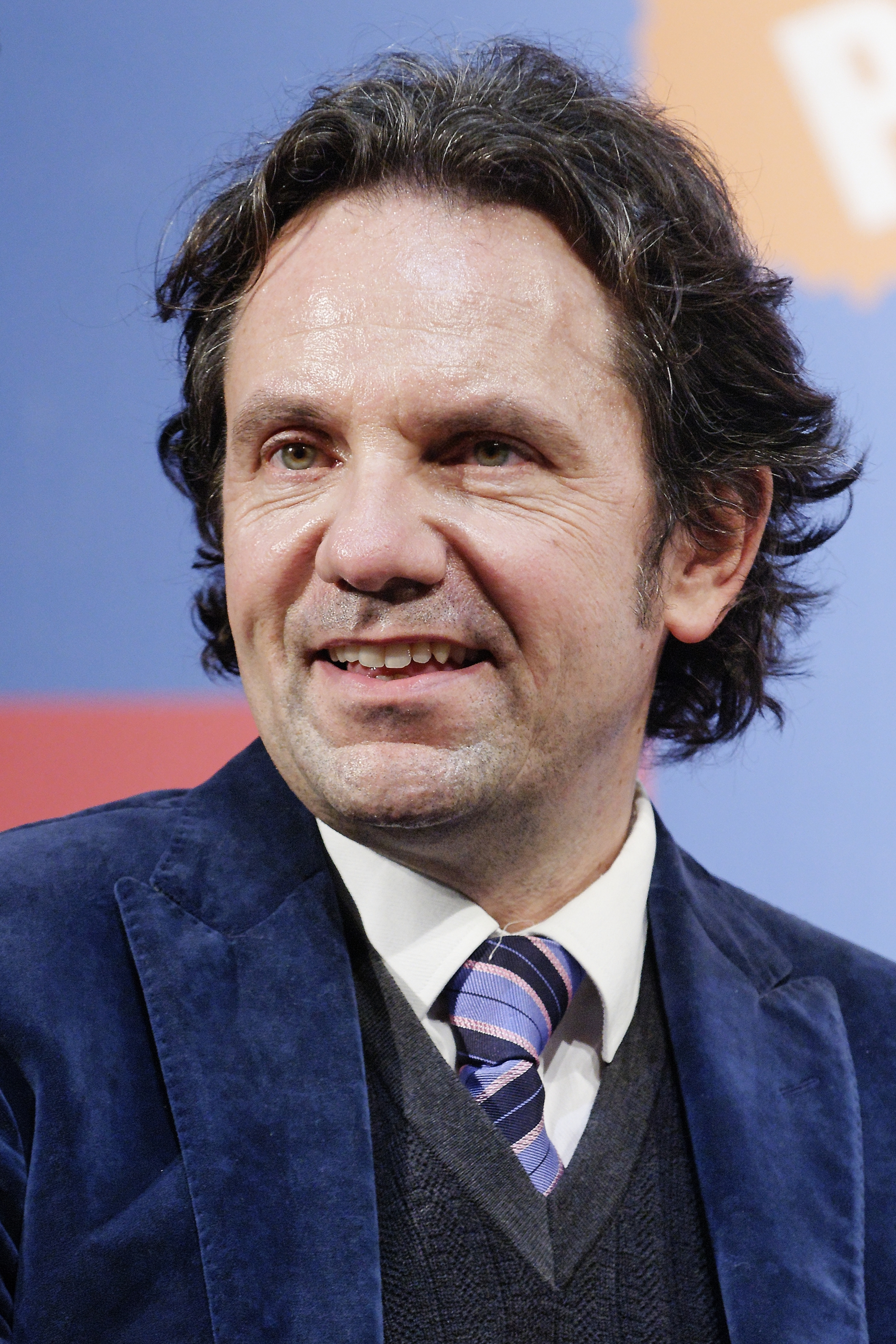
Frédéric Lefebvre, ancien ministre, ancien député et conseiller de Nicolas Sarkozy
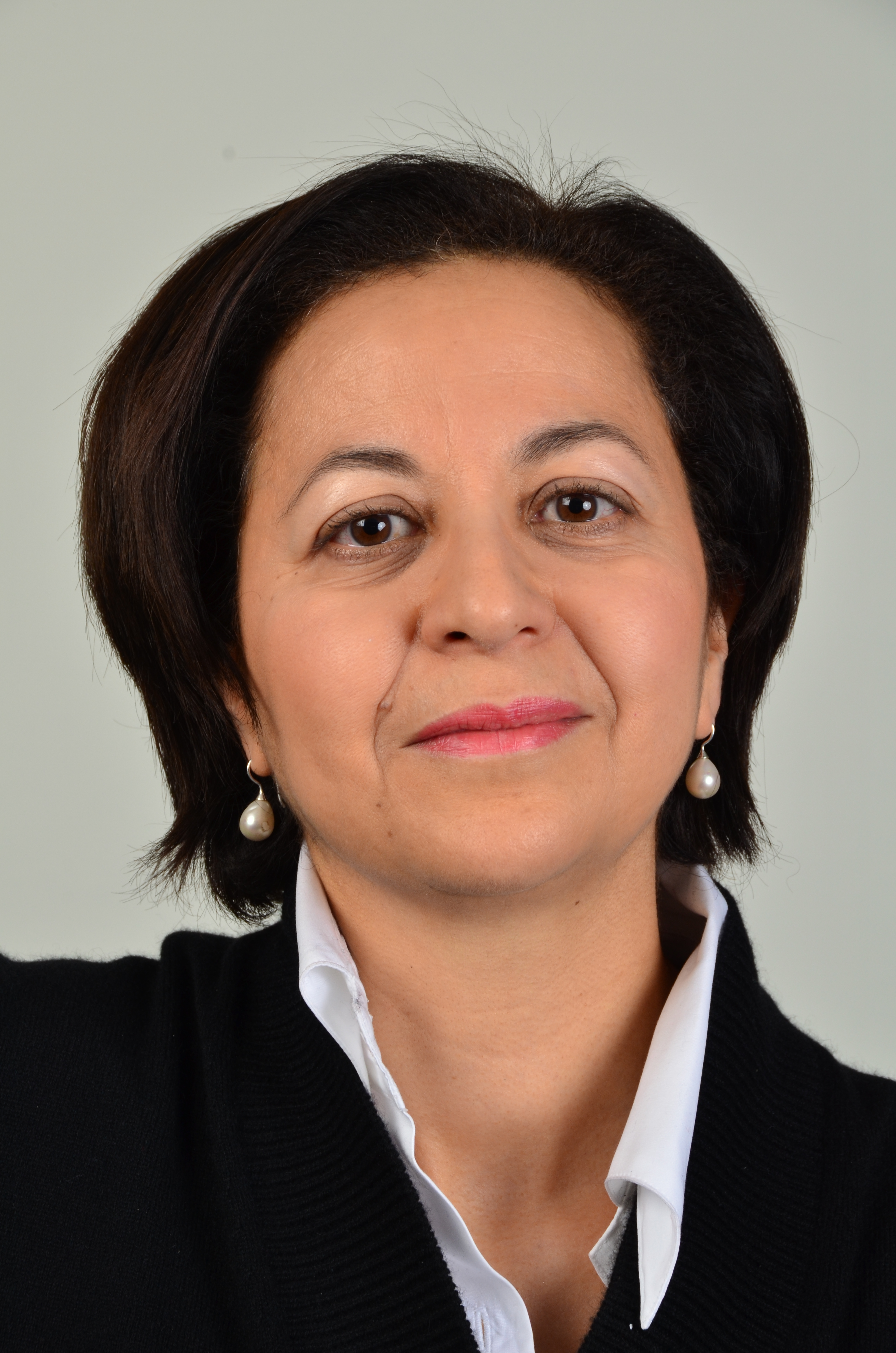
Tokia Saïfi, ancienne ministre de Jacques Chirac et ancienne députée au Parlement européen
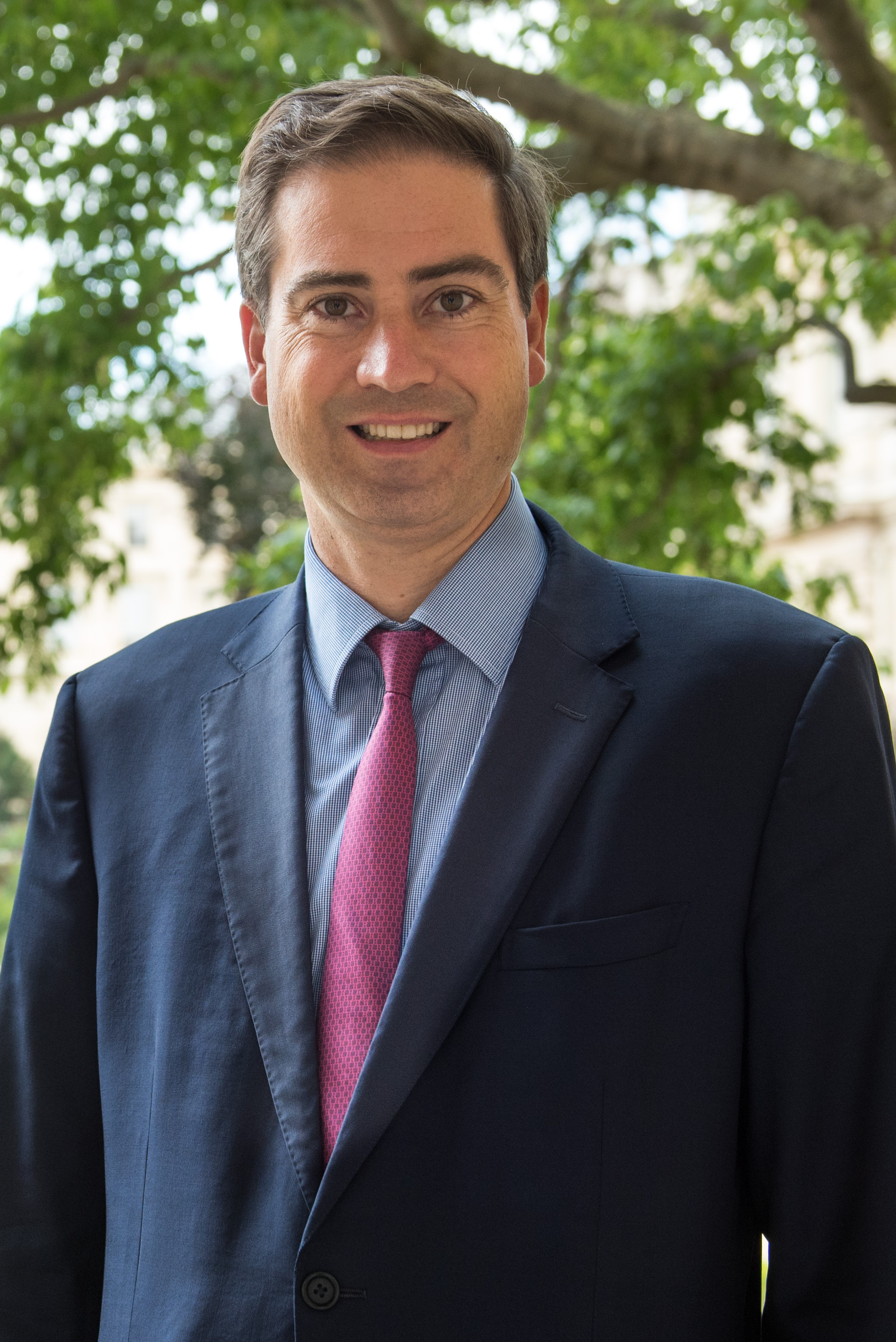
Olivier Becht, député centriste, ancien membre du PS
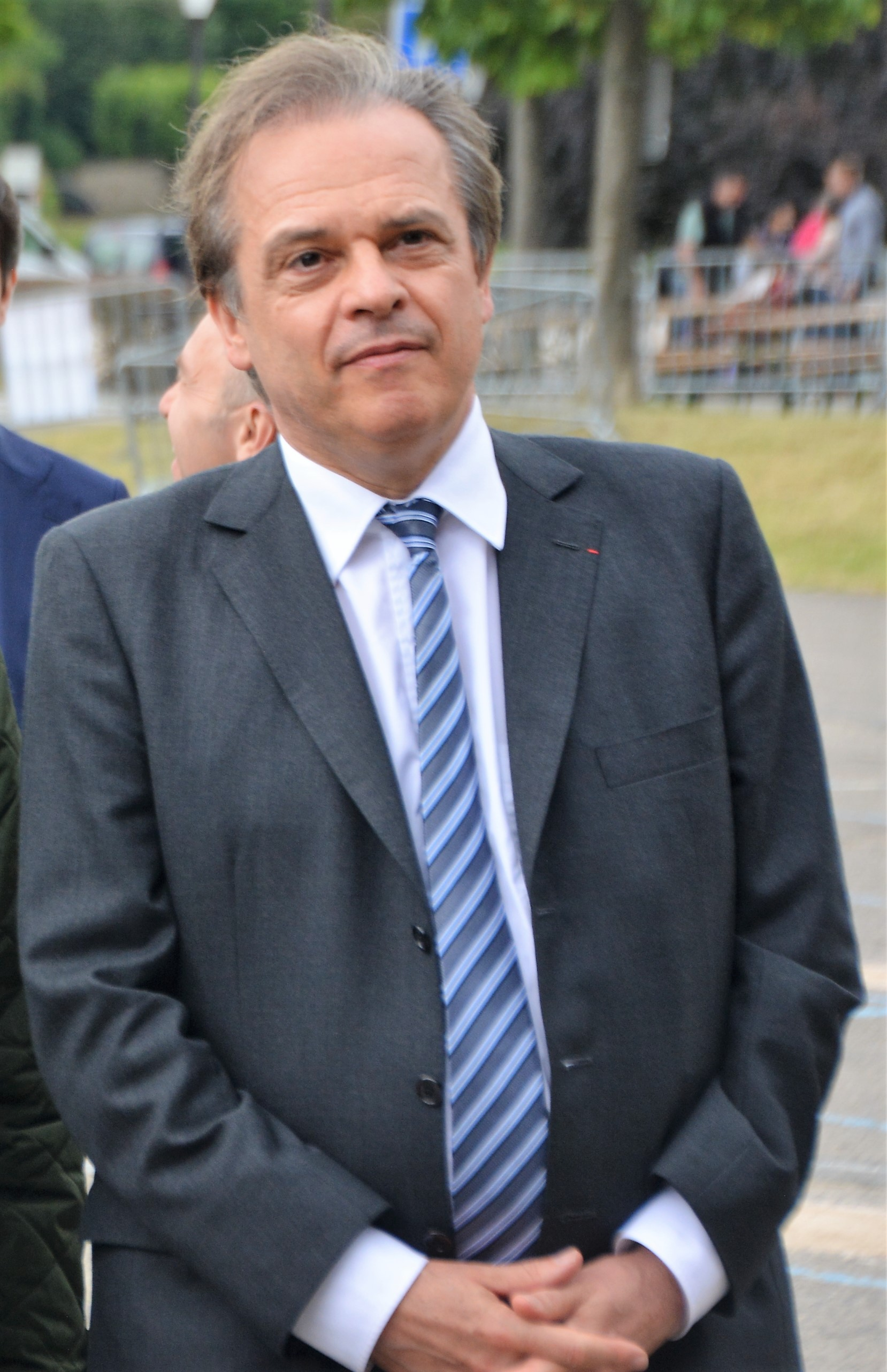
Louis Vogel, maire de Melun, président de la CAMVS, ancien président de l'université Paris II Panthéon-Assas et de la Conférence des présidents d'université
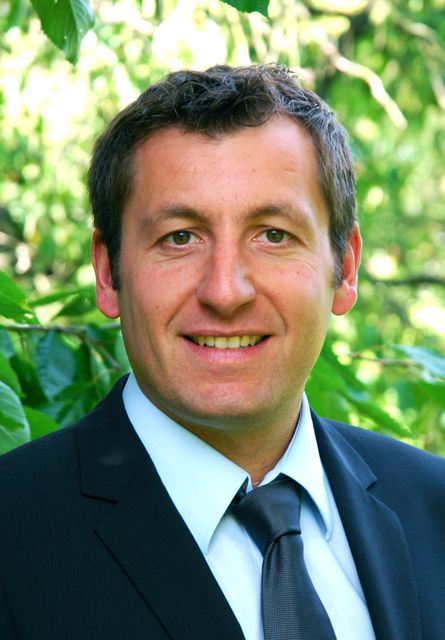
Alain Chrétien, maire de Vesoul
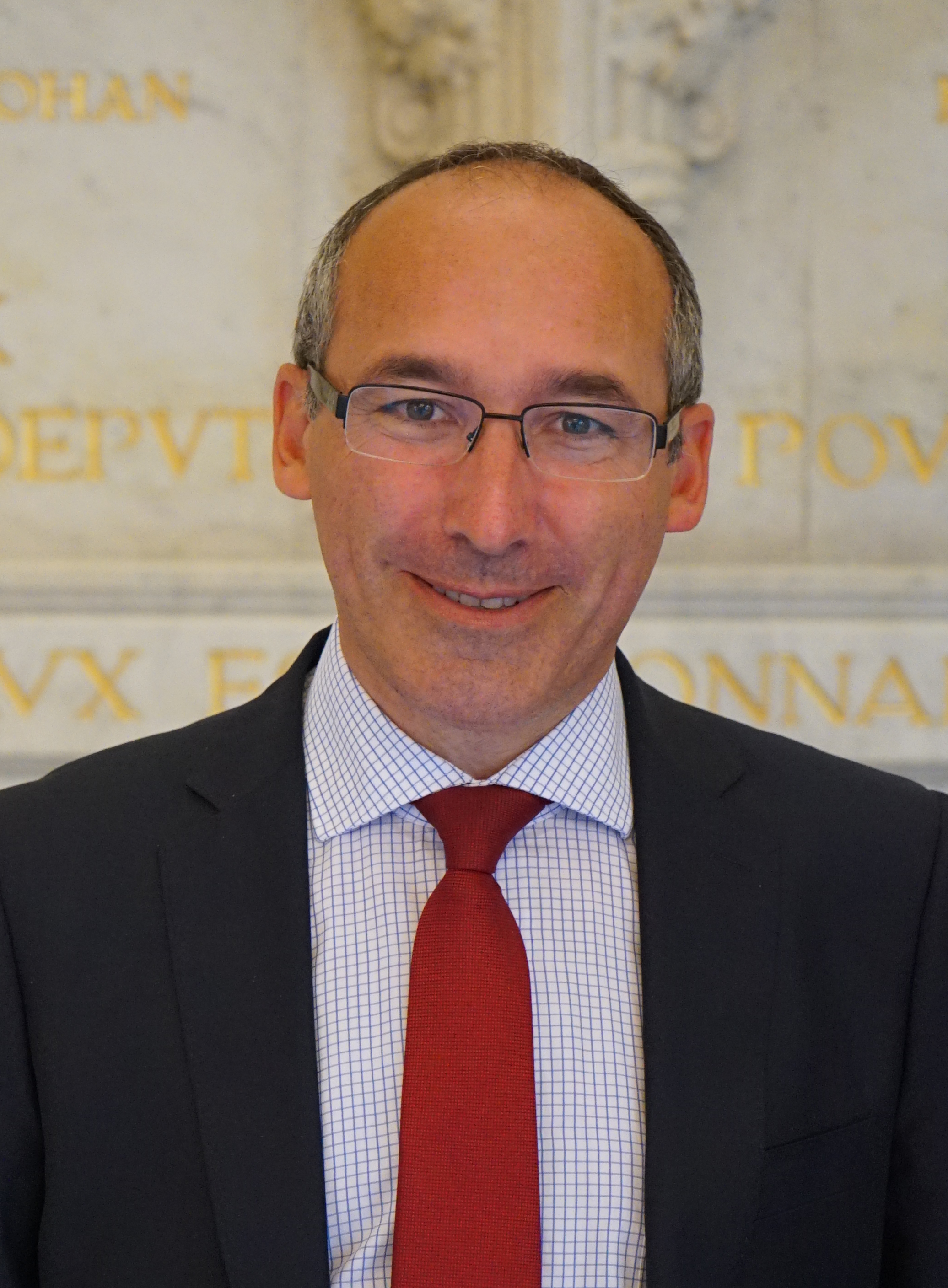
Paul Christophe, député de la 14e circonscription du Nord, conseiller départemental élu dans le canton de Dunkerque-2
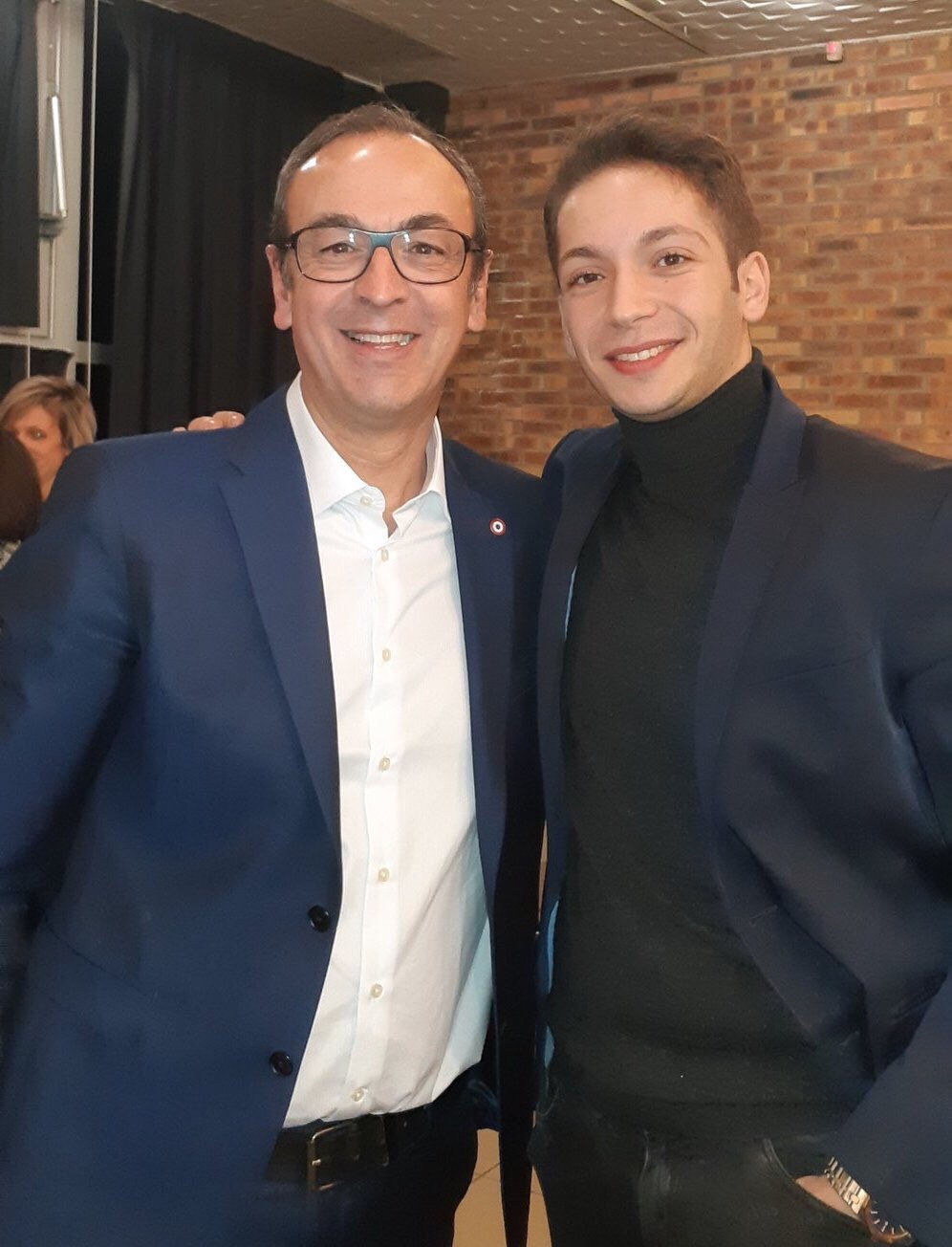
Vincent Ledoux, député de la dixième circonscription du Nord, et Mehdi El Mir

Thierry Solère, initiateur de la création du groupe Les Constructifs ne participe pas à la création du parti et adhère, la veille de son lancement, à La République en marche sans recourir à la possibilité de double appartenance autorisée par les deux partis.

## Résultats électoraux

### Élections législatives
| Année | 1er tour | 1er tour | Rang | Sièges  | Gouvernement                         |
| Année | Voix     | %        | Rang | Sièges  | Gouvernement                         |
| ----- | -------- | -------- | ---- | ------- | ------------------------------------ |
| 2022a | 131 804  | 0,58     | 18e  | 6 / 577 | Borne (2022-2024), Attal (2024)      |
| 2024a | 72 123   | 0,22     | 21e  | 2 / 577 | Barnier (2024), Bayrou (depuis 2024) |

a Au sein d'Ensemble, hors candidatures Agir sous étiquette LREM/Renaissance.

### Parlementaires

#### Députés
XVe législature (2017-2022)
| Nom                   | Groupe                                  | Groupe        | Circonscription                 |
| --------------------- | --------------------------------------- | ------------- | ------------------------------- |
| Olivier Becht         |                                         | Agir ensemble | 5e circonscription du Haut-Rhin |
| Pierre-Yves Bournazel | 18e circonscription de Paris            | Agir ensemble |                                 |
| Paul Christophe       | 14e circonscription du Nord             | Agir ensemble |                                 |
| Agnès Firmin-Le Bodo  | 7e circonscription de la Seine-Maritime | Agir ensemble |                                 |
| Thomas Gassilloud     | 10e circonscription du Rhône            | Agir ensemble |                                 |
| Antoine Herth         | 5e circonscription du Bas-Rhin          | Agir ensemble |                                 |
| Dimitri Houbron       | 17e circonscription du Nord             | Agir ensemble |                                 |
| Aina Kuric            | 2e circonscription de la Marne          | Agir ensemble |                                 |
| Laure de La Raudière  | 3e circonscription d'Eure-et-Loir       | Agir ensemble |                                 |
| Vincent Ledoux        | 10e circonscription du Nord             | Agir ensemble |                                 |
| Lise Magnier          | 4e circonscription de la Marne          | Agir ensemble |                                 |
| Patricia Lemoine      | 5e circonscription de Seine-et-Marne    | Agir ensemble |                                 |

XVIe législature (2022-2024)
| Nom                 | Groupe                               | Groupe      | Circonscription                 |
| ------------------- | ------------------------------------ | ----------- | ------------------------------- |
| Olivier Becht       |                                      | Renaissance | 5e circonscription du Haut-Rhin |
| Thomas Gassilloud   | 10e circonscription du Rhône         | Renaissance |                                 |
| Vincent Ledoux      | 10e circonscription du Nord          | Renaissance |                                 |
| Patricia Lemoine    | 5e circonscription de Seine-et-Marne | Renaissance |                                 |
| Franck Riester      | 5e circonscription de Seine-et-Marne | Renaissance |                                 |
| Charles Sitzenstuhl | 5e circonscription du Bas-Rhin       | Renaissance |                                 |
| Charles Rodwell     | 1re circonscription des Yvelines     | Renaissance |                                 |
| Lionel Vuibert      | 1re circonscription des Ardennes     | Renaissance |                                 |

XVIIe législature (depuis 2024)
| Nom                 | Groupe                               | Groupe                      | Circonscription                  |
| ------------------- | ------------------------------------ | --------------------------- | -------------------------------- |
| Olivier Becht       |                                      | Ensemble pour la République | 5e circonscription du Haut-Rhin  |
| Thomas Gassilloud   | 10e circonscription du Rhône         | Ensemble pour la République |                                  |
| Franck Riester      | 5e circonscription de Seine-et-Marne | Ensemble pour la République |                                  |
| Charles Sitzenstuhl | 5e circonscription du Bas-Rhin       | Ensemble pour la République |                                  |
| Charles Rodwell     | 1re circonscription des Yvelines     | Ensemble pour la République |                                  |
| Lionel Vuibert      |                                      | Non-inscrit                 | 1re circonscription des Ardennes |

#### Sénateurs

##### Anciens
| Nom               | Groupe        | Groupe                                                      | Circonscription |
| ----------------- | ------------- | ----------------------------------------------------------- | --------------- |
| Emmanuel Capus    |               | Les Indépendants – République et territoires                | Maine-et-Loire  |
| Claude Malhuret   | Allier        | Les Indépendants – République et territoires                |                 |
| Pierre Médevielle | Haute-Garonne | Les Indépendants – République et territoires                |                 |
| Ludovic Haye      |               | Rassemblement des démocrates, progressistes et indépendants | Haut-Rhin       |

#### Députée européenne
| Nom             | Groupe | Groupe       |
| --------------- | ------ | ------------ |
| Fabienne Keller |        | Renew Europe |

### Membres du gouvernement
Gouvernement Philippe II :
- Franck Riester, ministre de la Culture (à partir 18 novembre 2018)

Gouvernement Castex :
- Franck Riester, ministre délégué au Commerce extérieur et à l'Attractivité (depuis le 6 juillet 2020)

## Financement public
La création du parti étant postérieure aux élections législatives de 2017, elle ne lui permet pas d'accéder au financement public des partis politiques. Pour en bénéficier, Agir a dans un premier temps conclu un accord financier avec l'UDI, les parlementaires Agir se rattachant à l'UDRL. Depuis 2020, Agir reçoit son financement par le Mouvement démocrate.

## Structures associées ou se réclamant d’un positionnement «constructif»
Les parlementaires membres d'Agir siègent principalement dans deux groupes parlementaires constitués avant la création du parti. Des groupes politiques se réclamant comme Agir d'une « droite constructive » ont également été constitués dans certaines collectivités locales, sans qu'il existe de lien formel avec le parti.

### À l'Assemblée nationale
Le 21 juin 2017, Thierry Solère (aujourd'hui député LREM) et Jean-Christophe Lagarde ont annoncé la création d'un groupe parlementaire pour rassembler les députés qui « prônent une attitude constructive vis-à-vis des réformes dont le pays a besoin qui seront proposées par le gouvernement »,. Il compte des députés majoritairement membres ou issus de l'Union des démocrates et indépendants ainsi que des députés issus des Républicains, aujourd'hui majoritairement membre d'Agir, et des députés sans étiquette partisane.
Les neuf élus d'Agir, avec huit membres ou anciens membres de LREM, fondent en mai 2020 leur propre groupe parlementaire, Agir ensemble. Il est présidé par Olivier Becht.
À l’issue des élections législatives de juin 2022, faute d'effectif suffisant, Agir ne constitue plus de groupe indépendant, mais adhère au groupe Renaissance.

### Au Sénat
Le 22 septembre 2017, Le Monde annonce la constitution « dans les jours qui suivent les élections sénatoriales du 24 septembre » d'un groupe « frère » au Sénat à l'initiative de sénateurs membres du groupe Les Républicains, qui pourraient prendre pour dénomination République et territoires - les indépendants). Le 2 octobre 2017, le sénateur LR Claude Malhuret confirme la création du groupe qui serait composé de onze sénateurs issus de son parti ou de l'UDI. La sénatrice Fabienne Keller, qui avait promu la création du groupe, a fait savoir le 27 septembre qu'elle resterait membre du groupe LR. En revanche, Claude Malhuret adhère à Agir, ce qui « permet à la nouvelle formation d’être représentée dans les deux assemblées, et de disposer ainsi des outils parlementaires pour se donner une visibilité politique ».

### Dans les collectivités territoriales
Le 4 juillet 2017, un groupe Parisiens Progressistes et Constructifs est créé au sein du Conseil de Paris, autour de Nathalie Kosciusko-Morizet et présidé par Marie-Laure Harel . Les membres de ce groupe n'ont pas encore fait connaître leur position quant à une adhésion au parti Agir.

### Dans la société civile
Le 10 juillet 2017, un mouvement politique sous forme d’association nommé Les Constructifs : Force militante est créé par Dominique Larsonneur-Morel, conseillère départementale de la Manche, et Mehdi El Mir. Cette association ou « mouvement » a pour objectif de rassembler militants et élus locaux autour du parti Agir afin de constituer une base militante solide.

## Ligne politique
Sur l'échiquier politique français, Agir se situe de la droite au centre droit. Se définissant comme pro-européen, libéral et humaniste, rejetant la droite « identitaire, autoritaire, eurosceptique et ultra conservatrice », il se veut un parti défenseur des idées « libérales, sociales, européennes, humanistes et réformistes »[pertinence contestée]. Laurent de Boissieu estime en novembre 2017 qu'Agir « est de fait dans la majorité (vote pour la déclaration de politique générale puis vote pour le budget) ». Bruno Jeudy relève en mars 2018 que « les parlementaires d’Agir assument de voter une grande partie des textes de loi présentés par le gouvernement d’Édouard Philippe. Seule la hausse de la CSG les fait tiquer ». Selon Le Parisien, ils reprochent à la majorité « une politique trop centralisatrice, pas assez favorable aux classes moyennes et un manque d’effort pour assainir les finances publiques ». Après la nomination de Franck Riester au gouvernement, en octobre 2018, Agir est considéré comme proche, voire membre de la majorité,.

## Organigramme
Composition du Comité national d’action au 8 novembre 2020 :
- Président : Franck Riester
- Vice-présidents : Fabienne Keller, Olivier Becht
- Trésorier : Philippe Mathot
- Porte-paroles :